# Joel Farabee
Joel Farabee (Syracuse, Nueva York, 25 de febrero de 2000) apodado Young Beezer o Beezer, es un jugador profesional estadounidense de hockey sobre hielo que se desempeña en la posición de extremo izquierdo en Philadelphia Flyers, equipo de la National Hockey League (NHL).

## Carrera
Fue seleccionado en la primera ronda en la NHL Entry Draft de 2018. En 2019 hizo su debut profesional con el equipo Philadelphia Flyers, donde lleva jugando cinco temporadas.